# ستيف هايدن
ستيف هايدن (بالإنجليزية: Steve Hayden)‏ هو صانع إعلانات ‏ أمريكي، ولد في 21 مايو 1947 في سانت لويس في الولايات المتحدة.